# Маскат (губернаторство)
Маска́т (в оригинальном произношении Ма́скат; (араб. محافظة مسقط‎)) — мухафаза (после 2011 года) в Султанате Оман.
- Административный центр — город Сиб (Эс-Сиб).
- Площадь — 3 500 км², население — 775 878 человека (2010 год).

## География
Расположен на севере страны. В этом регионе Омана самая большая плотность населения, а также сосредоточена самая важная инфраструктура в стране. Крупнейший город губернаторства — Маскат.
На западе граничит с регионом Эль-Батина, на юго-западе с регионом Эд-Дахилия, на юге с регионом Эш-Шаркия. На севере побережье Оманского залива.

## Административное деление
Губернаторство Маскат делится на 6 вилайетов.
- Маскат
- Матрах
- Баушер
- Сиб
- аль-Амират
- Кураят